# Victor (bande dessinée)
Pour les articles homonymes, voir Victor.
Victor est une série de bande dessinée pour la jeunesse.
- Scénario, dessins et couleurs : Jean-Luc Loyer

## Albums
- Tome 1 : Le Voleur de lutins (1998)
- Tome 2 : Brasacane le dragon (1999)
- Tome 3 : La Fée arc-en-ciel (2001)

## Publication

### Éditeurs
- Delcourt (Collection Jeunesse) : Tomes 1 à 3 (première édition des tomes 1 à 3).